# 阿都阿兹三苏丁
丹斯里阿都阿兹三苏丁（1938年6月10日—2020年10月16日），马来西亚政治人物，曾任乡村及区域发展部长。1975年，他受委时任教育部长马哈迪·莫哈末的特别官员，随后在1981年至1999年马哈迪出任首相期间担任其私人秘书。1999年，阿都阿兹进入第六次马哈迪内阁，受委教育部副部长。
2020年10月16日11时52分逝世，享年82岁。